# Rascisłau Łapicki
Rascisłau Łapicki, biał. Расціслаў Лапіцкі (ur. 1 września 1928 we wsi Kasuta w powiecie wilejskim, zm. 28 października 1950 na uroczysku Krasny Bierażok k. Wilejki) – białoruski działacz antysowiecki, twórca podziemnego ugrupowania na Ziemi Miadziolskiej i Smorgońskiej. 

## Życiorys
Urodził się na Wileńszczyźnie w rodzinie duchownego prawosławnego. W 1944 związał się z antysowieckim ruchem oporu na Wileńszczyźnie, którego centrum znajdowało się w Wileńskim Seminarium Duchownym, do którego uczęszczał jego brat Aleh. Za działalność opozycyjną władze sowieckie skazały Aleha na 10 lat więzienia, Raścisława na 3 lata, jednak w 1945 w wyniku amnestii wyszedł na wolność. Od 1946 do 1949 uczył się w szkołach średnich w Miadziole i Smorgoniach, gdzie stworzył antysowiecki ruch młodzieżowy (Młodzieżowe Podziemie Antykomunistyczne Ziemi Miadziolskiej i Smorgońskiej, biał. Мядзельска-Смаргонскае маладзёвае антыкамуністычнае падполле), który walczył z systemem komunistycznym, rozpowszechniając antysowieckie ulotki. W 1950 grupa została rozpracowana przez NKWD. Rościsław uciekł pieszo do Kobylnika, jednakże został tam zatrzymany. Również inni członkowie grupy zostali aresztowani i osądzeni. W większości zostali skazani na 25 lat więzienia, a dwaj liderzy: Łapicki i Fakunda Nieściarowicz na karę śmierci (Nieściarowiczowi wyrok zamieniono na dożywocie). 
Do dziś żyje siostra Rościsława – Alona Szarepa-Łapicka, która stara się o prawną i społeczną rehabilitację brata. W 2009 białoruscy działacze niepodległościowi z inicjatywy Alaksieja Siudaka kilkakrotnie dokonywali upamiętnienia powstańców i Łapickiego na uroczysku Krasny Bierażok, jednak ustawiane krzyże były sukcesywnie usuwane przez lokalne władze.